# Laurent Gané
Laurent Jacques André Gané (Numeá, 7 de março de 1973) é um desportista francês que competiu no ciclismo na modalidade de pista, especialista nas provas de velocidade e keirin perseguição.
Participou em dois Jogos Olímpicos de Verão, nos anos 2000 e 2004, obtendo uma medalha a cada edição, na prova de velocidade por equipas, ouro em Sydney 2000 (junto com Florian Rousseau e Arnaud Tournant) e bronze em Atenas 2004 (com Mickaël Bourgain e Arnaud Tournant).
Ganhou treze medalhas no Campeonato Mundial de Ciclismo em Pista entre os anos 1996 e 2004, e uma medalha de bronze no Campeonato Europeu de Omnium de 1996.

## Medalheiro internacional
| Jogos Olímpicos    | Jogos Olímpicos           | Jogos Olímpicos   | Jogos Olímpicos        |
| Ano                | Lugar                     | Medalha           | Competição             |
| ------------------ | ------------------------- | ----------------- | ---------------------- |
| 2000               | Sydney ( Austrália)       | Medalha de ouro   | Velocidade por equipas |
| 2004               | Atenas ( Grécia)          | Medalha de bronze | Velocidade por equipas |
| Campeonato Mundial |                           |                   |                        |
| Ano                | Lugar                     | Medalha           | Competição             |
| 1996               | Manchester ( Reino Unido) | Medalha de bronze | Velocidade por equipas |
| 1998               | Bordéus ( França)         | Medalha de bronze | Velocidade individual  |
| 1998               | Bordéus ( França)         | Medalha de bronze | Keirin                 |
| 1999               | Berlim ( Alemanha)        | Medalha de ouro   | Velocidade individual  |
| 1999               | Berlim ( Alemanha)        | Medalha de ouro   | Velocidade por equipas |
| 2000               | Manchester ( Reino Unido) | Medalha de ouro   | Velocidade por equipas |
| 2000               | Manchester ( Reino Unido) | Medalha de prata  | Velocidade individual  |
| 2001               | Antuérpia ( Bélgica)      | Medalha de ouro   | Velocidade por equipas |
| 2001               | Antuérpia ( Bélgica)      | Medalha de prata  | Velocidade individual  |
| 2001               | Antuérpia ( Bélgica)      | Medalha de prata  | Keirin                 |
| 2003               | Stuttgart ( Alemanha)     | Medalha de ouro   | Velocidade individual  |
| 2003               | Stuttgart ( Alemanha)     | Medalha de ouro   | Keirin                 |
| 2003               | Stuttgart ( Alemanha)     | Medalha de prata  | Velocidade por equipas |
| 2004               | Melbourne ( Austrália)    | Medalha de ouro   | Velocidade por equipas |
| 2004               | Melbourne ( Austrália)    | Medalha de prata  | Velocidade individual  |
| Campeonato Europeu |                           |                   |                        |
| Ano                | Lugar                     | Medalha           | Competição             |
| 1996               | Moscovo ( Rússia)         | Medalha de bronze | Omnium sprint          |

## Palmarés
- 1999

 Campeão do Mundo de velocidade
 Campeão do Mundo de velocidade por equipas
 Campeão da França em Velocidade
- 2000

 Medalha de ouro nos Jogos Olímpicos de Sydney em Velocidade por equipas (com Arnaud Tournant e Florian Rousseau)
 Campeão do Mundo de velocidade por equipas
- 2001

 Campeão do Mundo de velocidade por equipas
 Campeão da França em Velocidade
- 2002

 Campeão da França em Velocidade
- 2003

 Campeão do Mundo de velocidade
 Campeão do Mundo de Keirin
 Campeão da França em Velocidade
 Campeão da França em Keirin
- 2004
  -  Medalha de bronze als Jogos Olímpicos de Atenas em Velocidade por equipas (com Mickaël Bourgain e Arnaud Tournant)

 Campeão do Mundo de velocidade por equipas
 Campeão da França em Velocidade

### Resultados àCopa do Mundo
- 1998

1.º em Cali e Hyères, em Velocidade por equipas
1.º em Hyères, em Velocidade
- 1999

1.º em Frisco, em Keirin
1.º em Frisco, em Velocidade
- 2000

1.º em Moscovo, em Velocidade
- 2001

1.º em Cali, em Keirin
1.º em Cali e Pordenone em Velocidade
- 2002

1.º em Cali, em Velocidade
- 2003

1.º em Moscovo, em Velocidade
- 2004

1.º em Aguascalientes, em Velocidade por equipas